# Friedrich Justen
Friedrich Justen (* 7. August 1904 in Glesch; † 22. Juli 1990) war ein deutscher Politiker und Landtagsabgeordneter (CDU).

## Leben und Beruf
Nach dem Besuch der Volksschule absolvierte er eine Lehre zum Bäcker und legte in diesem Beruf die Meisterprüfung ab. Seit 1934 war er selbstständiger Bäckermeister. 1947 wurde Justen Kreishandwerksmeister.
Mitglied der CDU wurde Justen 1945. Er war in zahlreichen Gremien der Partei vertreten.

## Abgeordneter
Vom 5. Juli 1950 bis zum 23. Juli 1966 war Justen Mitglied des Landtags des Landes Nordrhein-Westfalen. Er wurde jeweils im Wahlkreis 010 Bergheim direkt gewählt. Von 1946 bis 1952 und ab 1960 war er Mitglied im Rat der Gemeinde Glesch. Außerdem war er zeitweise Mitglied im Kreistag des Kreises Bergheim (Erft).